# Titularbistum Velicia
Velicia ist ein Titularbistum der römisch-katholischen Kirche.
Es geht zurück auf einen untergegangenen Bischofssitz in der gleichnamigen antiken Stadt, die in der römischen Provinz Macedonia Secunda lag. Der Bischofssitz war der Kirchenprovinz Philippi zugeordnet.
| Titularbischöfe von Velicia |                                                    |                                                                       |                  |                 |
| Nr.                         | Name                                               | Amt                                                                   | von              | bis             |
| 1                           | Guglielmo Piani SDB Titularerzbischof pro hac vice | Apostolischer Delegat                                                 | 17. Februar 1922 | 21. April 1934  |
| 2                           | Joseph Otto Kolb                                   | Weihbischof in Bamberg (Deutschland)                                  | 10. August 1935  | 24. Januar 1943 |
| 3                           | Eduard Nécsey                                      | Weihbischof / Apostolischer Administrator in Nitra (Tschechoslowakei) | 12. März 1943    | 19. Juni 1968   |